# Американский мост
Америка́нский мост (до 31 декабря 2008 года — Никола́евский железнодоро́жный мост) — группа железнодорожных мостов через Обводный канал на Московской линии Октябрьской железной дороги в Санкт-Петербурге.

## Расположение
Мосты расположены в непосредственной близости от Московского вокзала. С северной стороны расположены станция Санкт-Петербург-Главный и локомотивное депо Санкт-Петербург-Пассажирский-Московский, с южной — станция Санкт-Петербург-Товарный-Московский и пассажирское вагонное депо Санкт-Петербург-Московский.
Выше по течению находится Атаманский мост, ниже — Каретный мост.
Ближайшие станции метрополитена (1,5 км) — «Лиговский проспект» и «Обводный канал».

## Название

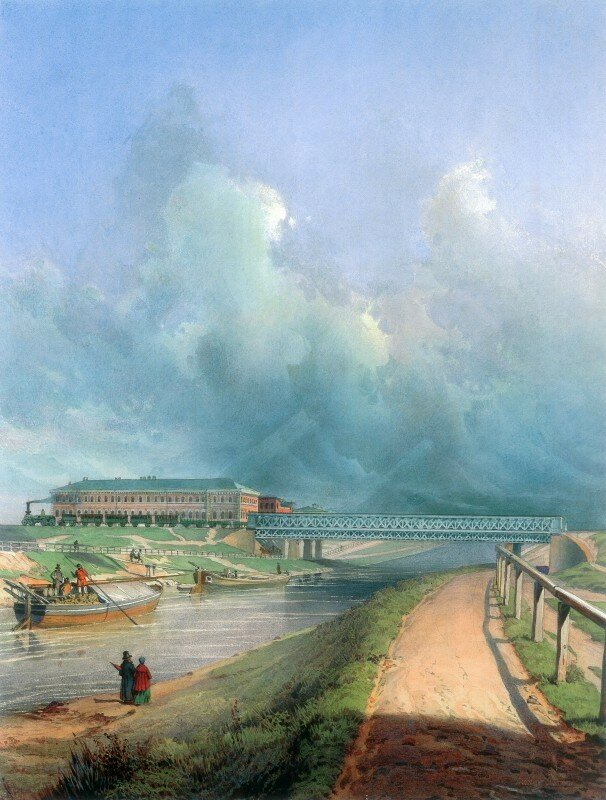
Мост на акварели Петцольта 1851 года

Со времени постройки первый мост стал называться Американским за свою конструкцию. Позже, после строительства других мостов, название переходило и на них. До конца 2008 года в официальном реестре названий объектов городской среды все пять переправ были названы Николаевским железнодорожным мостом. 31 декабря 2008 года постановлением правительства Петербурга его переименовали в Американский мост, это было обусловлено тем, что «мост назывался Американским практически все время своего существования». Единственное число топонима в Топонимической комиссии объясняют тем, что статуса «мосты» нет. Тем не менее название Американские мосты упоминалось до официального переименования на дорожных указателях, информировавших водителей об объезде, в связи с ремонтом моста.

## Нумерация
С запада на восток:
- Двухпутный мост под литерой А под первый и третий главные пути для движения пригородных и пассажирских поездов;
- Однопутный мост под литерой Е под соединительный путь между локомотивным и вагонным хозяйствами станции Санкт-Петербург-Главный, совмещенный с коммуникационным переходом (водопровод, магистральные теплосети, кабели связи);
- Двухпутный мост под литерой Б, на котором расположены пути, соединяющие Ранжирный и Новый парки;
- 1-й Американский мост под один второй главный путь для движения пассажирских поездов;
- 2-й Американский мост под два пути, соединяющий парки А-Н и Б-Н с грузовым двором и перронным парком[4].

## История
Мосты были построены в 1840-е годах в рамках строительства Петербурго-Московской железной дороги. Каждый мост строился под два железнодорожных пути с ездой поверху. Мосты были разных конструкций. Один — пятипролётный подкосной системы, другой — трёхпролётный с фермами системы Гау. Проект многораскосного моста составил инженер Н. А. Херасков. Руководил строительством моста американский инженер Д. В. Уистлер.
В 1869 году было принято решение заменить деревянные мосты на Николаевской дороге металлическими. Проектные работы возглавил выдающийся российский инженер-мостовик Н. А. Белелюбский. Проект реконструкции моста через Обводный канал составил инженер Навроцкий. Вследствие замены моста с ездой поверху мостом с ездой понизу для четырех путей пришлось более, чем на 2 м, уширить каменные устои. Работы по перестройке мостов велись в 1888—1889 годах.
В связи расширением станции Санкт-Петербург-Главный и нехваткой площадей на левом берегу Обводного канала, появилась необходимость строительства нового вагонного хозяйства на правом берегу и новых мостов через Обводный канал. В 1906 году с низовой стороны, вплотную к Американскому мосту, получившему после этого № 1, был построен однопутный Американский мост № 2, а в 1911 году был добавлен двухпутный под литерой Б. В 1913 году был построен двухпутный мост под литерой Е, и в 1916 году композицию завершил мост под литерой А, напоминающий внешним видом Царскосельский железнодорожный мост через Обводный канал на железнодорожных путях Витебского вокзала.

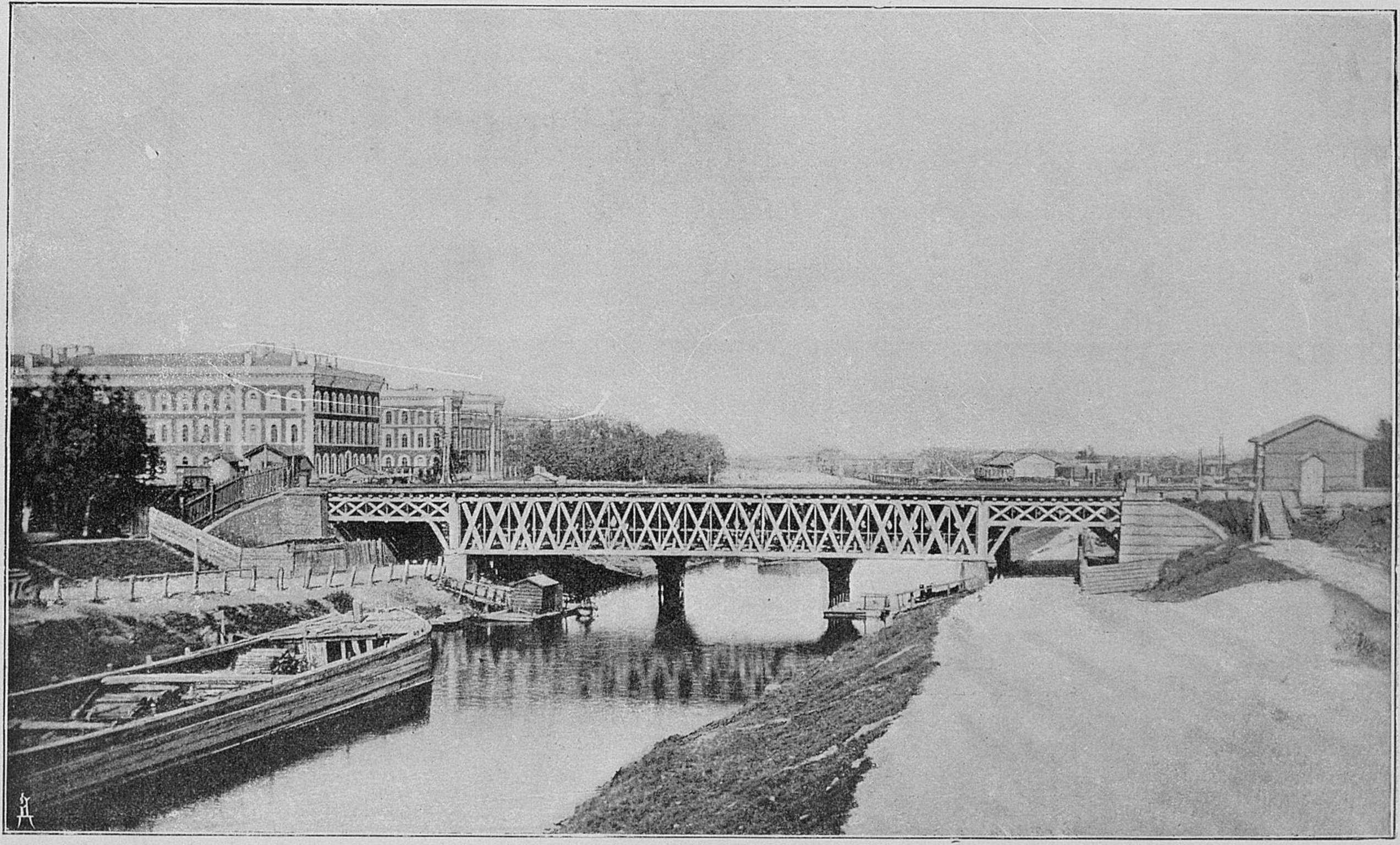
Мост с деревянными пролётными строениями в виде фермы, 1870-е
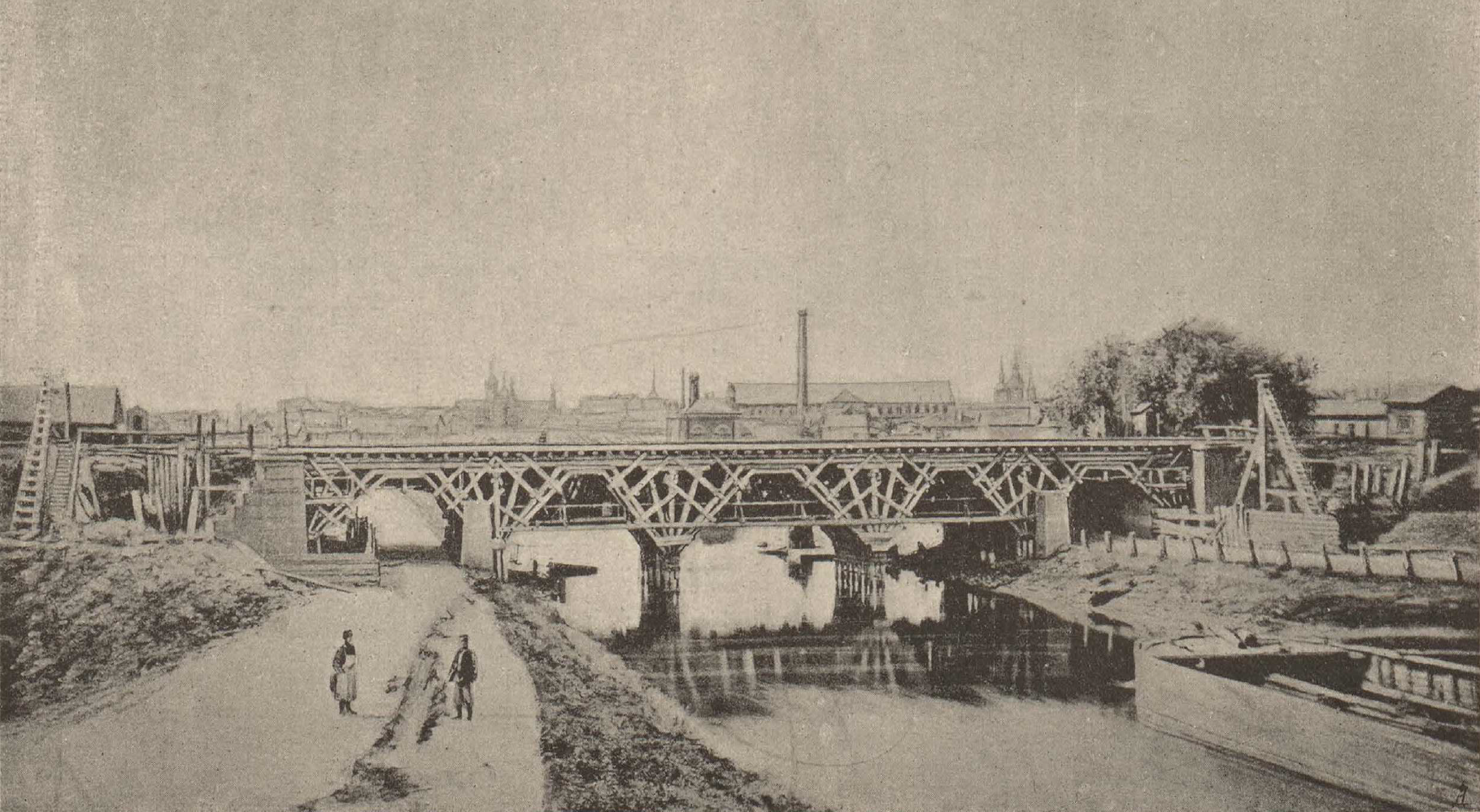
Мост с деревянными пролётными строениями подкосной конструкции
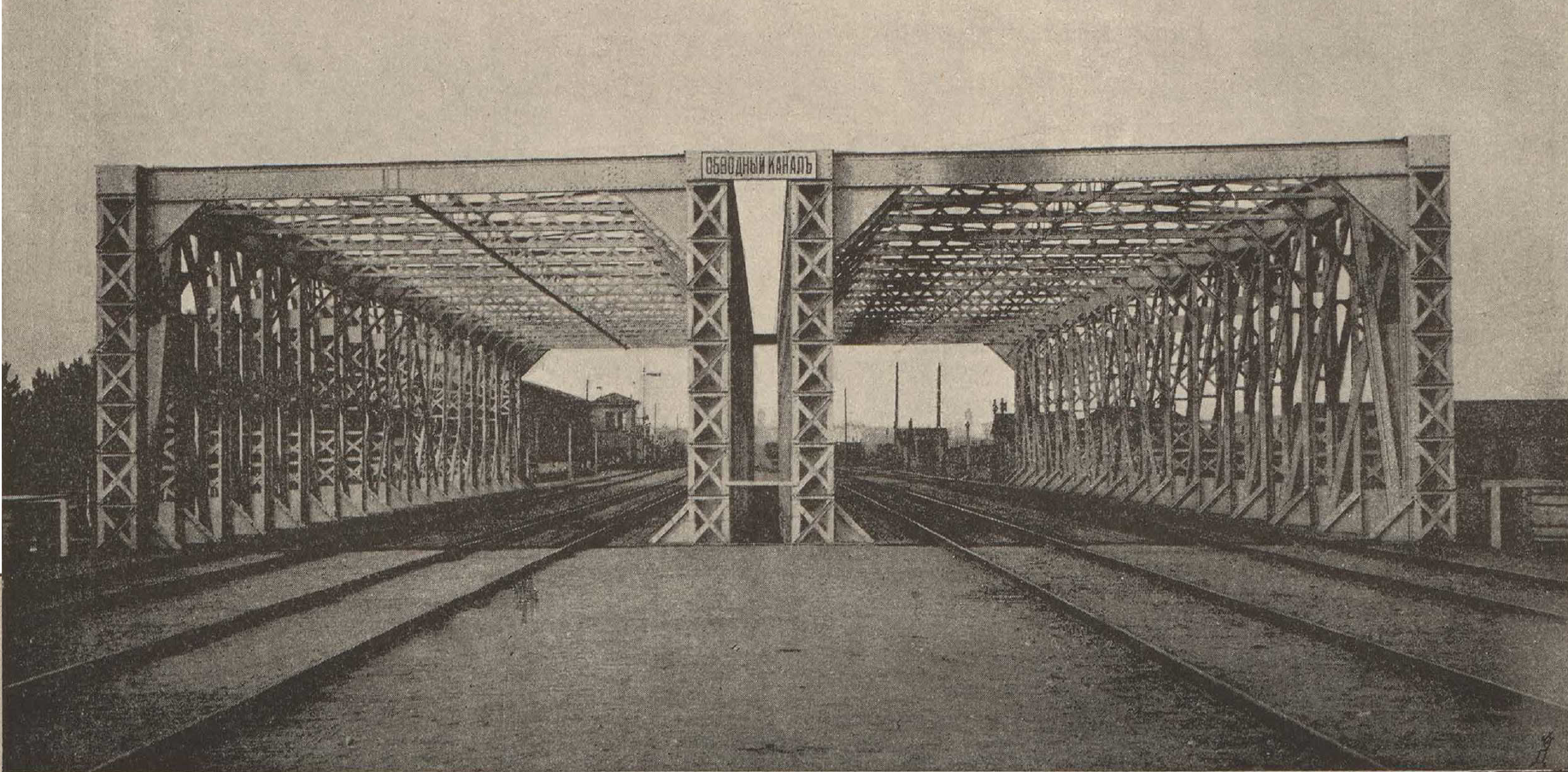
В 1889 году мостам заменили деревянные пролётные строения на металлические
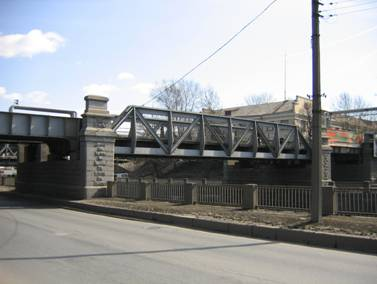
Мост под литерой Е, 2006 год

### Реконструкция 2006—2012 годов
В 2006—2012 годах проведена реконструкция переправы. Работы проводил Мостострой № 6.
Общая стоимость реконструкции мостов составляет 4,5 миллиарда рублей. Реконструкция была призвана решить несколько задач:
1. Плановая реконструкция мостов;
2. Подготовка моста к использованию в составе скоростного участка Санкт-Петербург ←→ Москва;
3. Перенос технических зон железной дороги за территорию города с целью застройки освобождающихся территорий.

В апреле 2008 года, в связи с несогласованностью работы РЖД и муниципалитета, и работ по реконструкции Лиговского проспекта, был назначен новый срок открытия первой нитки переправы: с начала мая назначено статическое и динамическое испытание моста путём загрузки его локомотивами. Испытания состоялись 6 мая 2008 года и на мосту открылось маневровое движение железнодорожного транспорта.
Окончательно пассажирское движение переключили перед реконструкцией моста под литерой Г в апреле 2009 года.
В июне 2009 года было объявлено о начале реконструкции набережных Обводного канала под мостами. Конкурс по выбору генерального подрядчика выиграло ООО «Флора». Планировалось, что на первом этапе будет построен автомобильный мост в створе Днепропетровской улицы и реконструирован Ново-Кирпичный мост через Волковку. ООО «Флора» не исполнило взятых на себя договорных обязательств и контракт с ним был расторгнут. Выполнение работ передано компании «Мостострой № 6» и открытие дороги было отложено на конец 2013 года.
25 декабря 2012 года в присутствии губернатора Петербурга Г. Полтавченко было открыто движение под Американскими мостами. В результате реализации проекта на южном и северном берегу Обводного канала появились соответственно шести- и четырёхполосные набережные протяженностью около 1 км с открытыми углублёнными тоннелями в районе мостов.